# İsmail Gaspıralı

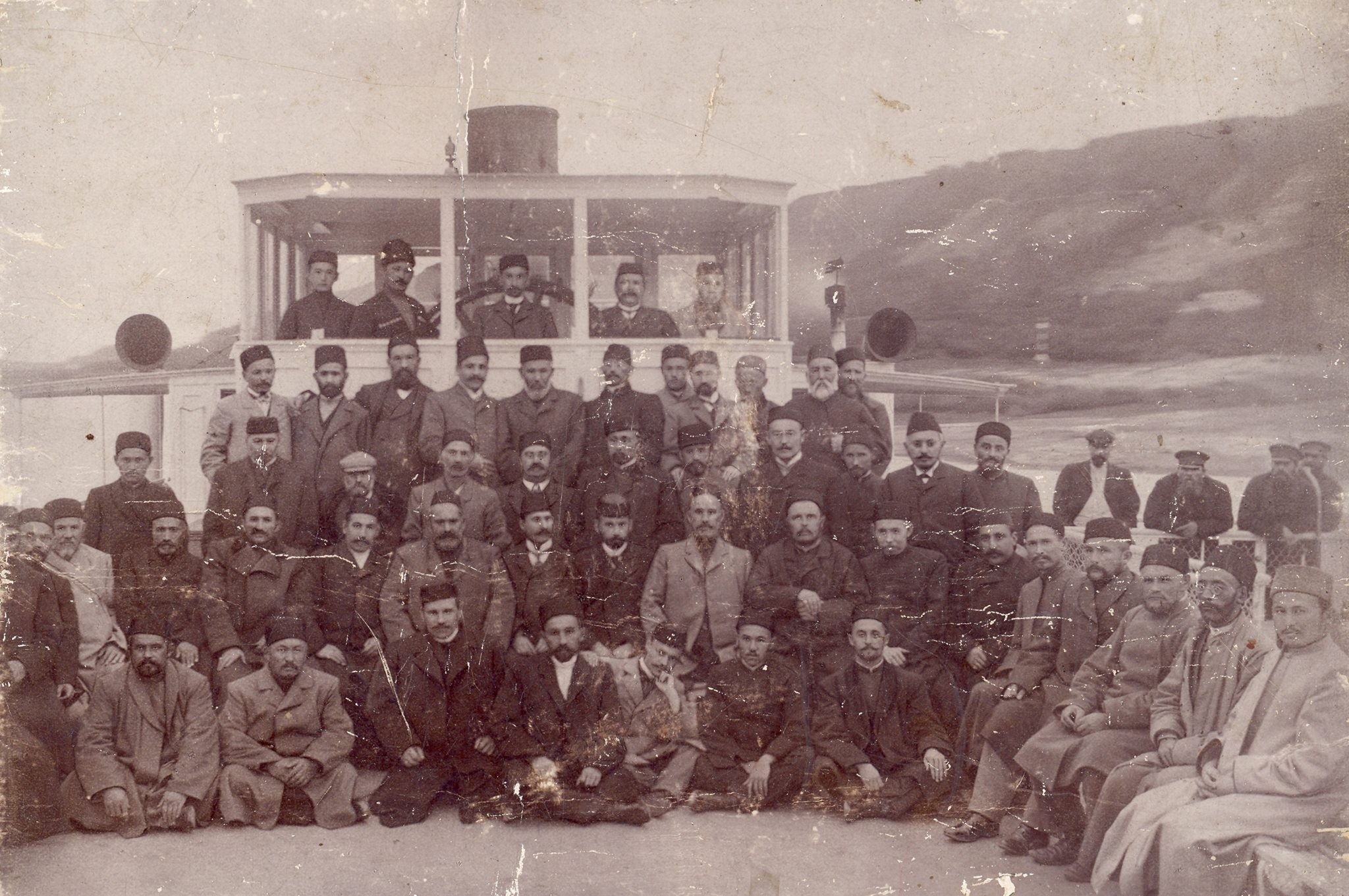
Uczestnicy I Kongresu Rosyjskich Muzułmanów, 1905 r. W środkowym rzędzie, oznaczony cyfrą 3, Ismail Gaspirali

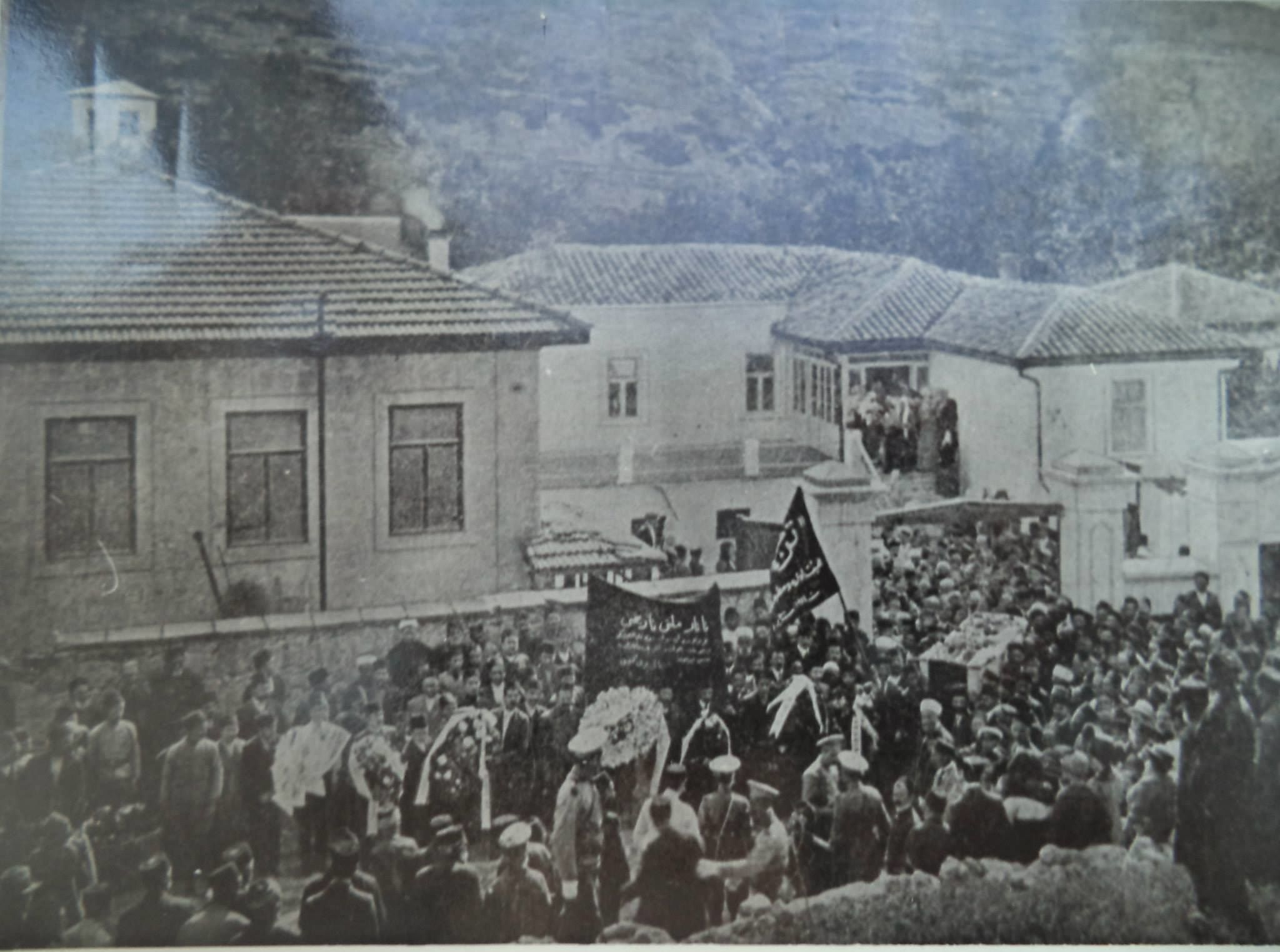
Pogrzeb Ismaila Gaspiraliego, 1914 r.

İsmail Gaspıralı (Gasprinski) (ur. 20 marca 1851, zm. 24 września 1914) – krymskotatarski intelektualista, pedagog, wydawca i polityk. Jeden z pierwszych w Imperium Rosyjskim, który działał na rzecz edukacji i reform społecznych wśród społeczności tureckich i muzułmańskich. 

## Życiorys
Gaspıralı, którego nazwisko pochodzi od miasta Gaspra, skąd wywodził się jego ojciec, urodził się we wsi Uchuköy w pobliżu Bakczysaraju. Pochodził z rodziny szlacheckiej; odebrał staranną edukację. 
Realizował swoje plany głównie dzięki założonej przez siebie i syna, w 1883 roku gazecie Tercüman. W swoich publikacjach wzywał do zjednoczenia ludów tureckich i ich modernizacji na wzór europejski. Główną rolę w procesie modernizacji przyznawał powszechnej edukacji. Krytykował klerykalny model edukacji, który według niego zbyt duży nacisk kładł na sprawy religii.  
Był również pomysłodawcą gazety przeznaczonej dla kobiet Alem-i Nisvan, którą redagowała jego córka Şefiqa oraz gazetki dla dzieci. Swoją siostrę, Pembe Bolatukową, zachęcił do założenia szkoły dla dziewcząt w Bakczysaraju. 
Był jednym z organizatorów I Wszechrosyjskiego Kongresu Muzułmańskiego oraz jednym z założycieli i przywódców partii Unia Muzułmańska (İttifaq âl-Möslimin), skupiającej muzułmańskich intelektualistów w Rosji.

## Nagrody
- Order Medżydów IV klasy
- Order Lwa i Słońca III i IV klasy
- Order Korony (Buchara) - złoty, III klasa
- Brązowy Medal Rosyjskiego Stowarzyszenia Technicznego w Petersburgu

## Upamiętnienie
Jedna z ulic w Kijowie została nazwana jego imieniem i nazwiskiem.